# Північно-Східний адміністративний округ
Північно-Східний адміністративний округ (рос. Северо-Восточный административный округ) — один з 12 адміністративних округів Москви. Знаходиться на півночі міста. Містить 17 районів. Код ЗКАТУ — 45280000000.
Єдиний округ міста, де наявні всі види транспорту: метро, автобус, трамвай, тролейбус, маршрутне таксі та монорельс. На території округу розташовані станції Калузько-Ризької, Серпуховсько-Тимірязєвської та Люблінсько-Дмитрівської ліній метро.

## Райони округу
| Назва району       | Відповідне муніципальне утворення | Площа, га | Населення (на 01.01.2010 р.), тис. чол. | Щільність населення (на 01.01.2010 р.), чол. / км² | Площа жилого фонду (на 01.01.2008 р.), тис. м² | Середня житлоплоща на людину м² / чол. |
| ------------------ | --------------------------------- | --------- | --------------------------------------- | -------------------------------------------------- | ---------------------------------------------- | -------------------------------------- |
| Алексєєвський      | Алексєєвське                      | 529       | 70,5                                    | 13327,0                                            | 1409                                           | 19,99                                  |
| Алтуф'євський      | Алтуф'євське                      | 325       | 48,9                                    | 15046,2                                            | 795                                            | 16,26                                  |
| Бабушкінський      | Бабушкінське                      | 507       | 77,3                                    | 15246,6                                            | 1558                                           | 20,16                                  |
| Бібірево           | Бібірево                          | 645       | 149,5                                   | 23178,3                                            | 2510                                           | 16,79                                  |
| Бутирський         | Бутирське                         | 504       | 61,2                                    | 12142,9                                            | 1104                                           | 18,04                                  |
| Ліанозово          | Ліанозово                         | 579       | 78,6                                    | 13575,1                                            | 1509                                           | 19,2                                   |
| Лосиноостровський  | Лосиноостровське                  | 554       | 72,2                                    | 13032,5                                            | 1486                                           | 20,58                                  |
| Марфіно            | Марфіно                           | 226       | 25,1                                    | 11106,2                                            | 431                                            | 17,17                                  |
| Мар'їна Роща       | Мар'їна Роща                      | 468       | 59,5                                    | 12713,7                                            | 1119                                           | 18,81                                  |
| Останкінський      | Останкінське                      | 1246      | 55,6                                    | 4462,3                                             | 1128                                           | 20,29                                  |
| Отрадне            | Отрадне                           | 1016      | 168,8                                   | 16614,2                                            | 3141                                           | 18,61                                  |
| Північний          | Північне                          | 1029      | 19,8                                    | 1924,2                                             | 585                                            | 29,55                                  |
| Ростокіно          | Ростокіно                         | 354       | 34,1                                    | 9632,8                                             | 685                                            | 20,09                                  |
| Свіблово           | Свіблово                          | 441       | 54,4                                    | 12335,6                                            | 956                                            | 17,57                                  |
| Сєверне Медведково | Сєверне Медведково                | 566       | 114,5                                   | 20229,7                                            | 1965                                           | 17,16                                  |
| Южне Медведково    | Южне Медведково                   | 387       | 73,9                                    | 19095,6                                            | 1258                                           | 17,02                                  |
| Ярославський       | Ярославське                       | 799       | 85,5                                    | 10700,9                                            | 1456                                           | 17,03                                  |